# Joseph-Marie de Lorraine-Vaudémont
Joseph-Marie Louis de Lorraine-Vaudémont (* 23 juin 1759 à Versailles; † 29 mars 1812 à Szeged, Hongrie) est un noble français qui sert dans l'armée autrichienne pendant les Guerres de Coalitions. 

## Biographie
Joseph-Marie est issu de la Maison de Guise, une ligne collatérale française de la Maison de Lorraine, dont le chef était le ducs de Lorraine, devenu au XVIIIe siècle Empereur Romain Germanique. Aussi les princes de Lorraine présents à la cour reçoivent-ils le traitement de prince "à l'instar de l'étranger" et sont considérés comme des membres de famille souveraine, apparentés à la reine Marie-Antoinette. 
Il est le plus jeune fils du comte Louis-Charles de Lorraine, comte de Brionne (1725-1761) et de Louise-Julie-Constance de Rohan-Rochefort (1734-1815). 
Joseph-Marie de Lorraine épouse, le 30 décembre 1778 Louise Auguste Élisabeth Marie Colette de Montmorency-Logny (1763-1832), fille de Louis Ernest Gabriel de Montmorency, comte de Logny, et de Marguerite Elisabeth Barbe de Wassenaer. Le couple n'a pas d'enfant.
Quand éclate la Révolution française, il émigre avec son frère aîné, Charles-Eugène de Lorraine (1751-1825) en 1791 et entre directement au service de l'armée autrichienne, contrairement à la plupart des émigrés français, qui ont préféré monter une armée autonome.

### Carrière militaire
Pendant la Première Coalition, il sert sous les ordres du maréchal de Bender dans les pays-Bas autrichiens . En 1793, officier sous les ordres de  Wurmser dans l'armée du Rhin supérieur, il devient général de Division. En 1796, il commande un régiment de cavalerie sous le comte de Latour et combat à Malsch, Neresheim, Würzburg et Schliengen. En 1797, il est lieutenant-maréchal.
En 1799, pendant la Deuxième Coalition, sous l'archiduc Charles il commande dans la première Bataille de Stockach une division de Cuirassier et à la Première bataille de Zurich une division d'infanterie. Dans la campagne de 1800, il est le commandant du corps autrichien le 3 mai 1800, dans la deuxième bataille de Stockach . Le corps français, sous les ordres de Claude Jacques Lecourbe est anéanti. Dans le Troisième Coalition de 1805, il commande à nouveau une division de cavalerie dans l'armée de l'archiduc Charles, à la Bataille de Caldiero.
En 1808, il est nommé Feldzeugmeister et prend sa retraite. Il meurt en Hongrie en 1812.
Son frère Charles-Eugène, prince de Lorraine, prince de Lambesc sera le dernier membre de la Maison de Lorraine-Guise qui s'éteint avec lui en 1825.

## La princesse de Vaudémont
Tandis que son époux sert dans l' armée autrichienne, la princesse de Vaudémont se trouve à Altona, près de Hambourg. Elle regagne la France après la Révolution. Elle sera une amie proche du prince de Talleyrand.
Sous la Restauration, la princesse de Vaudémont habite un hôtel particulier rue de Provence à Paris et une propriété à Suresnes. Elle est alors, proche de la Famille d'Orléans.